# Crítica a la religión

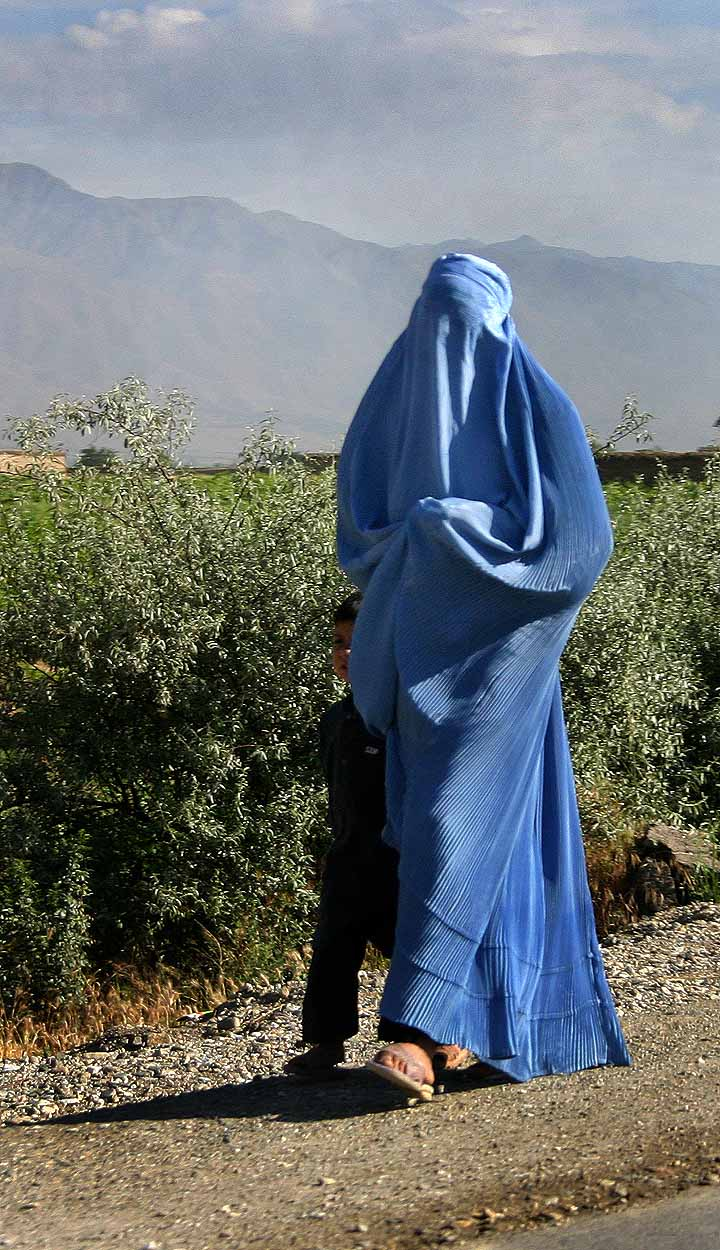
Mujer musulmana en Afganistán.

La crítica a la religión es la parte de la filosofía que analiza el tema de la religión desde un punto de vista crítico. Esta disciplina en realidad es antigua y puede ser trazada desde el primer siglo anterior a la era cristiana hasta la actualidad con el advenimiento del denominado nuevo ateísmo. Desde una perspectiva general, la crítica religiosa considera a las religiones como inconvenientes para los individuos y sociedades y promotoras de la irracionalidad. Sin embargo, la crítica religiosa puede asumir diferentes ideologías y posiciones y puede darse incluso dentro de una misma religión como reguladora de su praxis.

## Historia

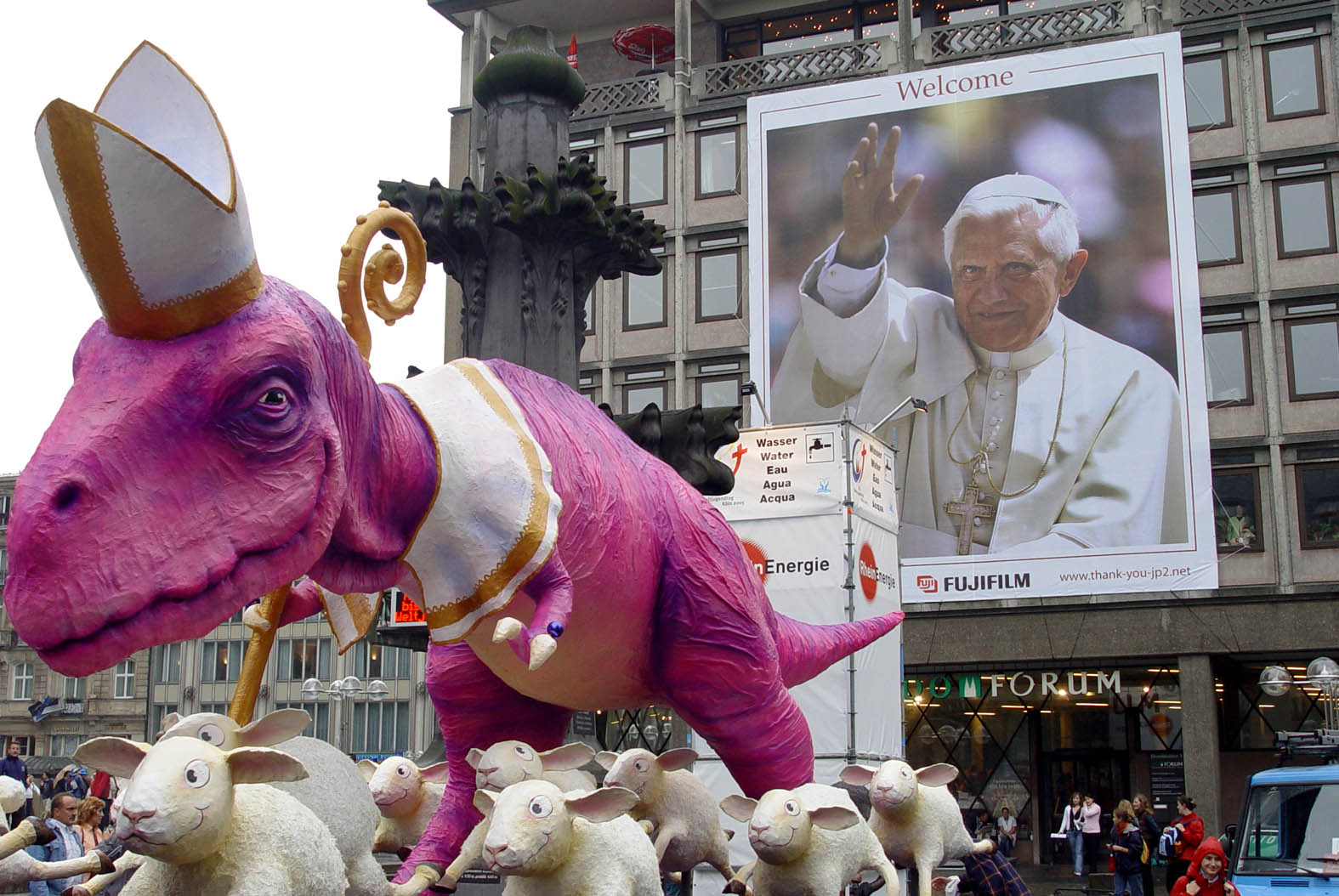
Propaganda antirreligiosa en Colonia: el Papa Benedicto XVI es comparado a un dinosaurio que guía un rebaño durante el encuentro de las juventudes católicas en Alemania en agosto de 2005.

En el siglo I a. C., el poeta romano Tito Lucrecio Caro escribió: "Religio peperit scelerosa atque impia facta (La religión ha parido empresas pérfidas e impías)". Como filósofo epicúreo, Lucrecio creía que el mundo estaba compuesto solo de materia y que todo fenómeno podía ser entendido sólo como el resultado de puras causas naturales. Lucrecio, como Epicuro, sentía que la religión había nacido del miedo y la ignorancia y que al entender la naturaleza del mundo, se libraría a la gente de estas.

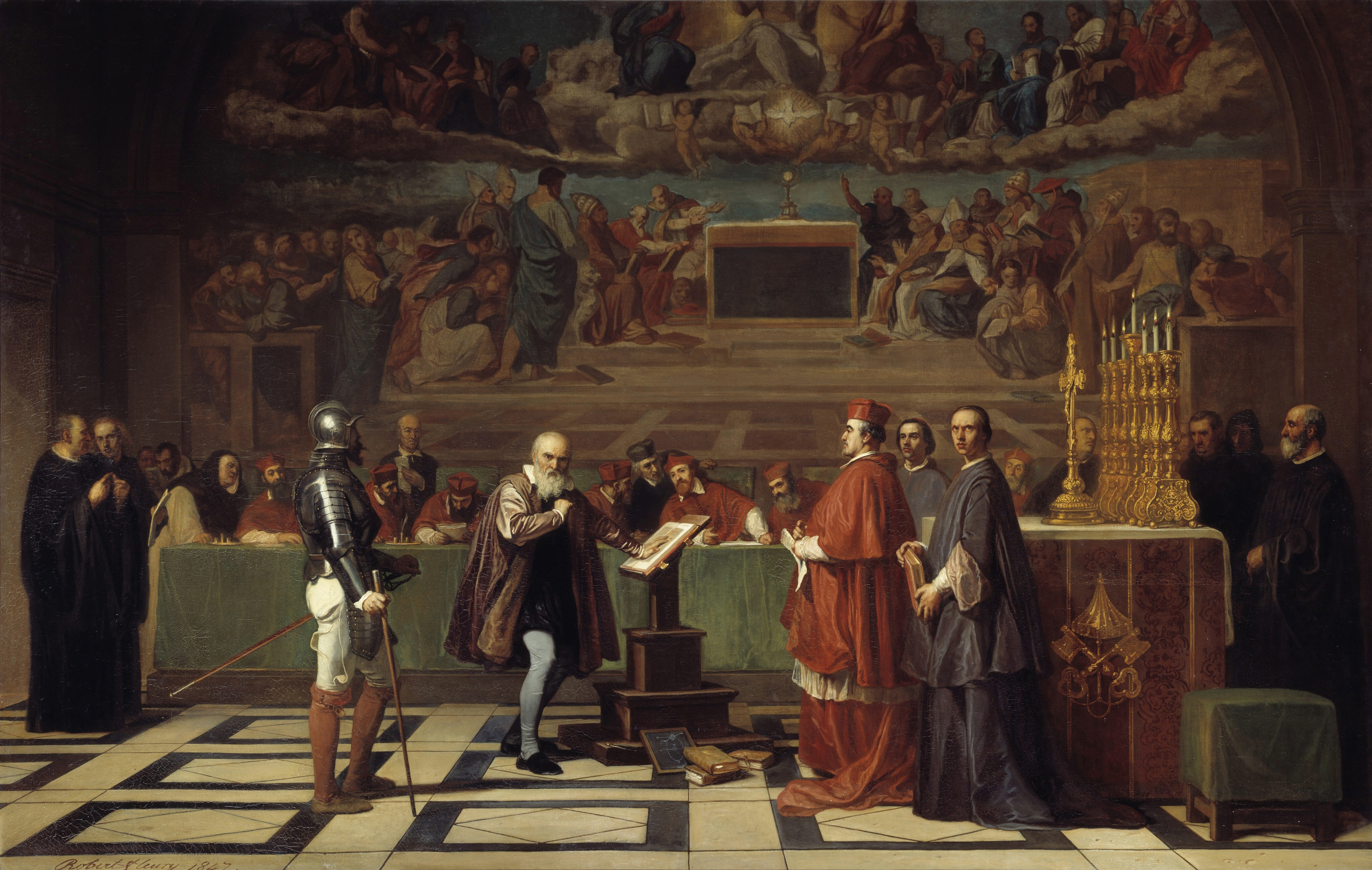
Galileo ante el Santo Oficio, de Joseph-Nicolas Robert-Fleury.

En 1776 Edward Gibbon dijo acerca de los antiguos romanos: "De los diferentes modos de devoción que prevalecían en el mundo romano, todos era considerados igualmente verdaderos para la gente, para los filósofos igualmente falsos y para los magistrados igualmente inútiles".
Niccolò Machiavelli, a principios del siglo XVI dijo: "Nosotros los italianos somos irreligiosos y corruptos acerca de otros... porque la iglesia y sus representantes nos han dado el peor ejemplo".
Denotándose casos históricos como el proceso de Galileo Galilei, la quema en la hoguera de Miguel Servet, o las descalificaciones a científicos como Charles Darwin por su teoría de la evolución.
Tales afirmaciones y hechos se ven respaldados por diversos motivos, tales que, se destacarían en diferentes épocas movimientos violentos por parte de diversas religiones como los sacrificios religiosos o las cruzadas (entre el catolicismo e islamismo), la creación de instituciones de rigor persecutorio como la Inquisición y la caza de brujas.

## Críticas al concepto
La mayoría de las religiones fueron formuladas en un tiempo en el cual el concepto sobre el origen de la vida, los conocimientos sobre el funcionamiento del organismo humano, la naturaleza, las estrellas y los planetas eran pobremente comprendidos. Los sistemas religiosos intentaron explicar las inquietudes humanas y las incógnitas frente al universo en narraciones dramáticas de cómo funcionaban las cosas del mundo y qué tipo de reglas debían seguir la humanidad para garantizar la armonía del cosmos.
Dichas narraciones estaban dirigidas a dar sentido y relación con las fuerzas de la naturaleza. De esta manera, tuvieron una gran importancia para sociedades antiguas. Por ejemplo, la idea que muchas religiones tienen hacia los eclipses solares y lunares y la aparición de cometas contrasta enormemente con la explicación que hoy da la ciencia de los mismos y que hace de dichas interpretaciones religiosas absurdos conceptuales e irracionales.
El científico de sistemas John McCarthy concluye: "No necesitamos de la hipótesis de Dios, porque la ciencia ha tenido éxito y la ciencia es la mejor aproximación para resolver los misterios que quedan".
Numerosos críticos contemporáneos encuentran difícil comprender las razones por las cuales mucha gente continúa dando crédito a tradiciones antiguas que explican el universo de esa manera; por ejemplo, la astrología. Esto tiene efectos negativos sobre los valores sociales y éticos de las culturas modernas.

### Fundación irracional
Algunos críticos ven la comprensión de la fe como irracional. La adhesión estricta a creencias y convicciones, incluso frente a pruebas de lo contrario, está en discordia con el método científico basado en la observación empírica y el experimento repetible neutral por parte de terceros.
Ciertas creencias a veces se denominan "fe basada en celo". Muchos filósofos consideran la subordinación de la razón por el compromiso emocional como perjudicial, al igual que Sócrates afirma sobre el ingenuo Platón: "Tu celo es muy valioso, si estás en lo correcto; pero si estás equivocado, entre más grande sea tu celo mayor será tu maldad". Un sentimiento similar es expresado por Bertrand Russell, que respecto a las creencias, concluye que son perjudiciales debido a la ausencia de pruebas. "Los cristianos sostienen que su fe hace bien, pero las otras creencias hacen daño. Lo que digo es que todas las creencias hacen daño. Podemos definir 'fe' como una creencia firme en algo que no se puede comprobar. Cuando hay pruebas, no se habla de «fe». No se habla de la fe como que dos y dos son cuatro o que la Tierra es redonda. Sólo hablan de la fe cuando queremos sustituir la emoción por evidencias".
Para C.S. Lewis no existe en cambio un conflicto entre fe y razón. Describe su experiencia de fe en su libro Mera cristianidad en el cual distingue entre dos usos de la palabra:
Fe parece ser utilizada por los cristianos en dos sentidos o dos niveles... en el primer sentido esto significa simplemente creer. Más adelante dice que fe, en el sentido en que él la utiliza en su obra, es el arte de sostener algo que la razón ya ha aceptado aunque uno cambie de sentimientos.

### Opio del pueblo
Según Karl Marx, la religión es una herramienta utilizada por las clases dominantes, las cuales las masas pueden aliviar en breve su sufrimiento a través del acto de experimentar emociones religiosas. Es en el interés de las clases dominantes para infundir en las masas la convicción religiosa de que su sufrimiento actual conducirá a la felicidad posible. Por lo tanto, siempre y cuando el público cree en la religión, no van a tratar de hacer un verdadero esfuerzo por entender y superar la verdadera fuente de sus sufrimientos; la desigualdad social y la explotación. 
En esta perspectiva, Marx vio la religión como escapismo: 
"La abolición de la religión como ilusoria felicidad del pueblo es la demanda de su verdadera felicidad. Para llamarlos a abandonar sus ilusiones sobre su condición es hacer un llamado para renunciar sobre su condición que requiere de ilusiones."
Marx considera también la doctrina cristiana del pecado original como de carácter profundamente antisocial. El pecado original, argumentó, convence a la gente de que la fuente de su miseria radica en el inherente e inalterable "pecado" de la humanidad y no en las formas de organización social e instituciones que, Marx sostuvo, se pueden cambiar mediante la aplicación y planificación de colectivos sociales.

### La religión sustituida por la ciencia, filosofía y las artes
Para los no-teístas, aquella necesidad de alguna creencia está satisfecha por la ciencia y la filosofía, la ética se ocupa de las preocupaciones sobre las cuestiones del bien y del mal, y la inspiración y la belleza pueden encontrarse en las artes.  
Daniel Dennett, autor de Rompiendo el hechizo, dijo: "Espero vivir para ver la evaporación de la poderosa mística de la religión. Creo que en unos 25 años casi todas las religiones se habrán de convertir en fenómenos muy diferentes, tanto es así que ya en la mayoría de barrios de religión ya no mandará el miedo como lo hace hoy."
Geoffrey Miller, en la edición de noviembre del 2006 del New Scientist, dijo: "la psicología moral evolutiva pone de manifiesto las condiciones sociales, bajo las cuales las virtudes morales del ser humano habrán de florecer. Los EE.UU. seguirán al Reino Unido en darse cuenta de que la religión no es un prerrequisito para la decencia humana común. De este modo, la ciencia mataría a la religión - no por conflictos difíciles de fe, sino el de ofrecer un método más práctico, universal y gratificante para la interacción humana moral. Una filosofía moral naturalista sustituirá a la podredumbre de ficciones de la ética teológica." Dr. John Bradshaw, profesor de Neuropsicología de la Universidad Monash de Melbourne escribió:" los modelos evolutivos son tan bellos, intelectualmente y moralmente como la satisfacción de los mitos, cuentos y preceptos que brinda una teología - y pueden ser explicadas, predichas y ser aplicadas por importantes anfitriones y ser socialmente útiles. " 
Los críticos señalan que muchas religiones y prácticas, una vez consideradas vitales para su sociedad —como los arúspices—, han muerto desde hace mucho tiempo. Un breve trabajo del autor antiguo Luciano de Samósata, titulado La diosa de Siria, ofrece muchos ejemplos de florecientes religiones que ya no existen.

## Posturas morales

### Homofobia

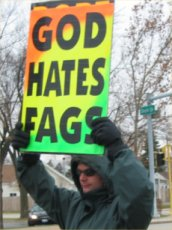
Pancarta con el mensaje homofóbico: "Dios odia a los maricones".

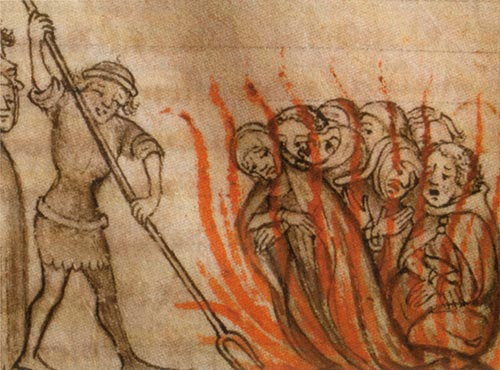
Quema de los templarios en Francia, bajo la acusación de sodomía.

A pesar de las posturas de diversidad sexual de las religiones politeístas de las culturas antiguas de Grecia y Roma, la mayoría de las religiones actuales considera inmoral a la homosexualidad. Tal influencia ha permitido crecer a la homofobia, principalmente en Estados Unidos. El cantante Elton John dijo que las religiones organizadas promueven el odio hacia los homosexuales (entre otras cosas). Dijo, «yo creo que la religión siempre ha tratado de promover el odio hacia los gays... la religión organizada no parece funcionar. Convierte a la gente en verdaderos lemmings llenos de odio y eso realmente no es muy compasivo».
En los Estados Unidos, grupos conservadores cristianos tales como la Christian Legal Society y Alliance Defense Fund han pedido numerosas demandas contra las universidades públicas, apuntando a las políticas que protegen a los homosexuales de la discriminación y los discursos de odio ("hate speech"). Estos grupos argumentan que dichas políticas infringen su derecho a ejercer la religión libremente, como está garantizado por la Cláusula de Libre Ejercicio de la Primera Enmienda de la constitución estadounidense.
La homosexualidad es ilegal en la mayoría de los países musulmanes, y en muchos de estos países se castiga con la pena de muerte. En julio de 2005, dos varones musulmanes, de 16 y 18 años, fueron públicamente ahorcados por haber mantenido relaciones homosexuales, por las autoridades iraníes.
Destacándose históricamente el rechazo de la religión cristiana católica por los hechos acontecidos en su entorno y discursos expuestos por diversos de sus dirigentes eclesiásticos a lo largo de su historia, contrarios a la diversidad sexual y en defensa intransigente de la familia tradicional católica de hombre y mujer.

### Misoginia
Tradicionalmente diversas religiones han relegado a una segunda posición a las mujeres considerándose estas prácticas de machistas, e incluso descalificándolas de capacidad para determinados cargos u oficios denotando un distanciamiento y marginalidad de la mujer en las mismas, como de tal modo se da en la jerarquía eclesiástica del cristianismo católico en el cual no se dan casos de mujeres que asciendan a mayores posiciones de monja o hermana superiora.